# Hermann Hreiðarsson
Hermann Hreiðarsson   (Reykjavík, 11 de juliol de 1974) és un exfutbolista islandès de la dècada de 2000.
Fou 89 cops internacional amb la selecció islandesa.
Pel que fa a clubs, fou jugador, entre d'altres, de diversos clubs anglesos com Crystal Palace FC, Brentford FC, Wimbledon FC, Ipswich Town FC, Charlton Athletic FC, Portsmouth FC i Coventry City FC.
Trajectòria com a entrenador:
- 2013: ÍBV (jugador-entrenador)
- 2015-2016: Fylkir
- 2017-2018: Fylkir (femení)
- 2018: Kerala Blasters (interí)